# Hutterer-Bürstenhaarmaus
Die Hutterer-Bürstenhaarmaus (Lophuromys huttereri) ist ein wenig erforschtes Nagetier aus der Gattung der Bürstenhaarmäuse (Lophuromys). Sie ist in der Demokratischen Republik Kongo endemisch. Das Artepitheton ehrt den deutschen Mammalogen Rainer Hutterer vom Museum Alexander König in Bonn.

## Merkmale
Die Hutterer-Bürstenhaarmaus erreicht eine Kopf-Rumpf-Länge von 94 bis 114 mm, eine Schwanzlänge von 59 bis 61 mm sowie eine Hinterfußlänge von 18 bis 20 mm. Für das Körpergewicht liegen keine spezifischen Daten vor. Ähnlich wie die Rotbauch-Bürstenhaarmaus (Lophuromys nudicaudus) und die Rostbauch-Bürstenhaarmaus (Lophuromys sikapusi) hat die Hutterer-Bürstenhaarmaus einen dunkelbraunen, rauen ungesprenkelten Rücken und einen roten Bauch. Die Pfoten sind kurz. Der kurze Schwanz weist eine Länge auf, die 50 bis 70 % der Kopf-Rumpf-Länge entspricht. Das Rostrum ist breit und hoch. Die Jochbeinplatte liegt weiter vorne. Der dritte Schneidezahn (T3) und der zweite Molar (M2) sind nahezu abwesend.

## Systematik
Die Typusexemplare (fünf adulte Männchen, fünf adulte Weibchen) wurden im Januar 1984 von Marc Colyn in Yaenero in Zaire gesammelt. Bei der Erstbeschreibung im Jahr 1996 wurde Lophuromys huttereri aufgrund seiner besonderen Schädel- und Kraniometriemerkmale vom Artenkomplex von L. sikapusi unterschieden. Die Verwandtschaft mit anderen Taxa ist aufgrund weniger molekularer Analysen noch immer zweifelhaft. Das Taxon könnte jedoch aufgrund der äußeren Morphologie zum Artenkomplex von L. nudicaudus gehören.

## Verbreitungsgebiet
Das bekannte Verbreitungsgebiet umfasst ein kleines Gebiet südlich des Kongo-Flusses im Norden der Demokratischen Republik Kongo, am linken Ufer des Kongo-Flusses zwischen den Flüssen Lualaba und Lomami und westlich des Lomami-Flusses bis Ndélé. Die Tiere wurden zwischen 300 und 450 m ü. NN gefunden. Das Vorkommen bei Ndele bezieht sich wahrscheinlich auf die Art L. nudicaudus.

## Lebensraum
Die Hutterer-Bürstenhaarmaus bewohnt Tieflandregenwald und Brachland. Es ist nicht bekannt, ob diese Art in veränderten Gebieten existieren kann.

## Lebensweise
Die Lebensweise dieser Art ist nicht studiert.

## Status
Die IUCN hat das Taxon in die Kategorie „nicht gefährdet“ (least concern) eingestuft. Derzeit sind keine spezifischen Erhaltungsmaßnahmen implementiert, und es ist unklar, ob die Hutterer-Bürstenhaarmaus in geschützten Gebieten vorkommt. Weitere Untersuchungen zur Taxonomie, Verbreitung, Populationsdynamik, Fortpflanzung und Ökologie dieser Art sind daher erforderlich. Zudem ist ein Monitoring dieser Spezies notwendig, um Veränderungen in der Verbreitung und Häufigkeit zu dokumentieren.